# Geraberg
Geraberg – część gminy (Ortsteil) Geratal w Niemczech, w kraju związkowym Turyngia, w powiecie Ilm. Do 31 grudnia 2018 jako samodzielna gmina była siedzibą wspólnoty administracyjnej Geratal. Obecnie jako Ortsteil jest siedzibą wspólnoty administracyjnej Geratal/Plaue chociaż do niej nie należy. 

## Współpraca
Miejscowości partnerskie:
- Lahnau, Hesja
- Morbach, Nadrenia-Palatynat
- Pont-sur-Yonne, Francja